# Християнське татуювання в Боснії та Герцеговині

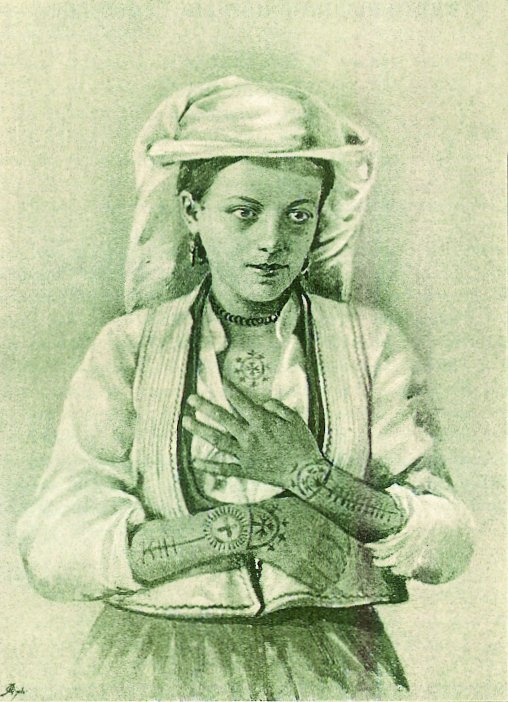
Зображення боснійської жінки з татуюванням, кін. 19 ст.

Християнське татуювання в Боснії та Герцеговині (хорв. sicanje або bocanje) — звичай татуювання, який переважно практикувався серед хорватських католицьких підлітків (хлопців та дівчат) в центральних районах Боснії і Герцеґовини, а також у регіоні Далмації в Хорватії.  Ця традиція татуювання, яка також була поширена серед албанців (див. албанське традиційне татуювання) та волоських жінок — корінного населення західних Балкан — виникла ще до слов'янської міграції на Балкани і, відповідно, до християнства. Вона сягає іллірійських часів, хоча науковці почали документувати її лише в XIX столітті. Слов'янське населення східного православ'я відчувало відразу до цієї практики.

## Історія

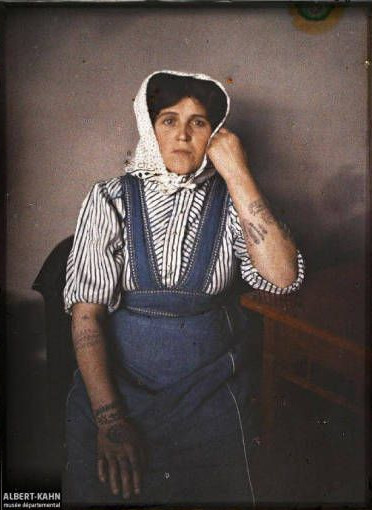
Сараєвська католицька жінка, 1912

Татуювання дівчат і хлопців у Боснії та Герцеґовині було поширене переважно серед католиків-хорватів у центральних регіонах. Вважається, що цей звичай виник ще до приходу слов’ян на Балкани і навіть до появи християнства. У І столітті до н.е. грецький історик Страбон писав про татуювання серед мешканців цього регіону — іллірійців та фракійців — разом з іншими звичаями. До XX століття татуювання практикували як південні, так і північні албанці — католики й мусульмани, чоловіки та жінки — як традицію, яка, ймовірно, походить від їхніх іллірійських предків. Також татуювання використовували волоські жінки з Греції, Македонії та Герцеґовини. Археолог Чиро Трухелка досліджував цей тип татуювань у пізньому XIX столітті, ставши одним із перших, хто почав про них писати та ілюструвати. У 1894 році боснійський лікар Леопольд Ґлюк опублікував у Відні статтю під назвою Die Tätowirung der Haut bei den Katholiken Bosniens und der Herzegowina («Татуювання шкіри серед католиків Боснії та Герцеґовини»), де описав татуювання місцевого населення.
Жінки в деяких регіонах країни татуювали руки та інші видимі частини тіла (лоб, щоки, зап’ястя або нижче шиї) християнськими символами та орнаментами, схожими на ті, що є на стечках (середньовічних надгробках). Хлопці також отримували татуювання з тими ж символами — здебільшого над ліктем на правій руці, на грудях, лобі або вказівному пальці. Такі татуювання можна побачити й сьогодні — не лише в Боснії та Герцеґовині, а й серед етнічних хорватів із Боснії, що живуть за кордоном. Дітей татуювали з шести років, зазвичай у період між святом святого Йосипа (березень) і святом святого Івана Хрестителя (червень).
Під час османського панування над Боснією та Герцеговиною (1463–1878) католики татуювали своїх дітей, щоб врятувати їх від девширме. Жінки робили татуювання в надії уникнути поневолення.[джерело?]

## Татуювання
Татуювання проводилося у віці від 12 до 16 років. Виконувала його літня досвідчена жінка навесні і під час релігійних свят.
Для кольору використовували вугільний пил, мед або кора дерева (ясен, кизил та інші).
Боснійські жінки в деяких районах країни татуюють руки та інші видимі частини тіла (наприклад, брови, щоки, зап'ястя або нижче шиї) християнськими символами та орнаментами із стеджу. Тепер це можна спостерігати не лише в Боснії та Герцеговині, а й серед боснійських жінок, які проживають за кордоном.

## Орнаменти

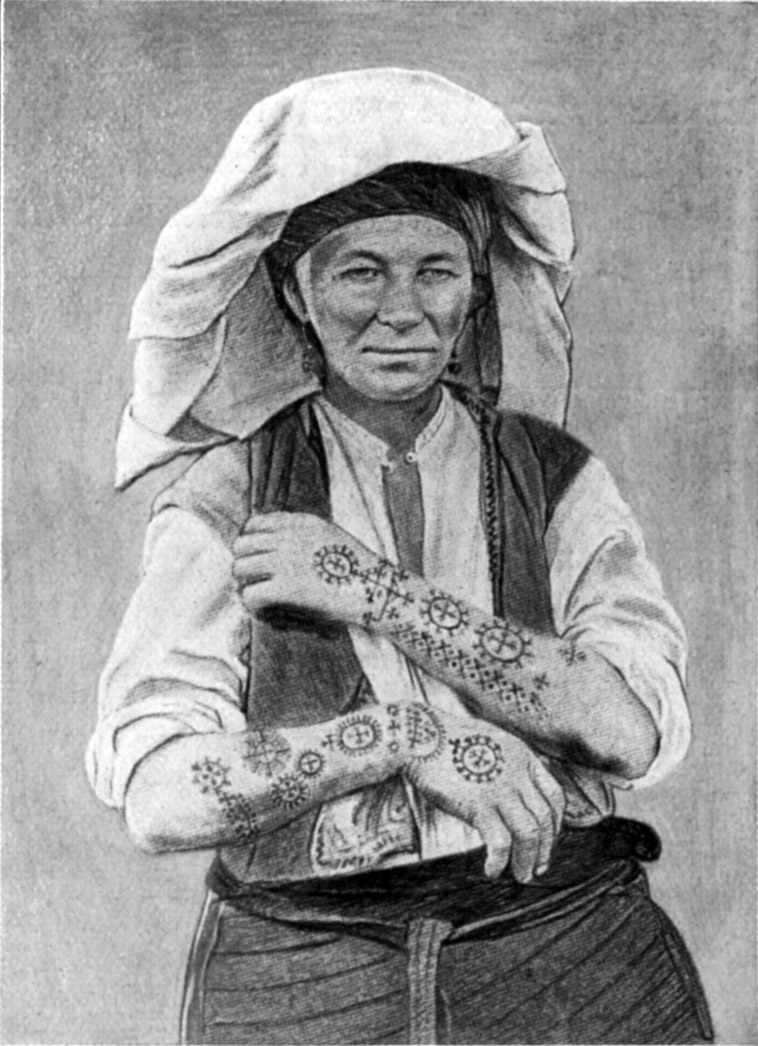
Татуювання на католицькій жінці з Лашванська долина в центральній Боснії.

Найпоширенішими символами для татуювань були хрест (križ), браслет (narukvica), огорожа (ograda) та гілочка (grančica). Існувало багато варіантів хреста, одним із найпоширеніших був із маленькими гілкоподібними лініями, які називали "grančica" or "jelica". Орнаменти у вигляді браслетів іноді татуювали на зап’ястях жінок — із хрестами або візерунком, схожим на огорожу. Існувало багато нехристиянських, тобто язичницьких символів, найпоширенішими з яких були кола, що, як вважають, пов’язані з традиційними коловими танцями (kolo) в селах. Язичницькі та християнські символи змішувалися без розбору: перші походили з природи та родинного культу іллірійських часів, а другі — пізніше набули християнського значення. Найпоширенішими зонами для татуювання були руки й кисті (включно з пальцями), а також груди й лоб.
Едіт Дарем, яка вивчала балканське традиційне татуювання на основі польових досліджень, змогла повністю пояснити візерунки католицьких татуювань у Боснії лише після того, як запитала албанців із племені шали про всі маленькі лінії, що супроводжували півколо, вирізане на старому надгробку. Вони пояснили, що це «світло від Місяця». Для албанців це був традиційний спосіб зображення світла, яке випромінюється від Сонця (Dielli) або Місяця (Hëna), що часто зображувався як півмісяць. Таким чином, візерунки католицьких татуювань у Боснії, які доти описували як «кола, півкола та лінії чи гілочки», зрештою були роз’яснені як композиції з променистих (що випромінюють світло) сонць, місяців і хрестів — вираження поклоніння природі та домашньому вогнищу.
Крім того, хрести (включно зі свастиками) індоєвропеїст Карл Траймер пояснив як символ іллірійського бога вогню Еньї, який був найвпливовішим богом албанського пантеону в римські часи. У процесі формування назв днів тижня албанською мовою, четвер (e enjte) був присвячений саме йому.

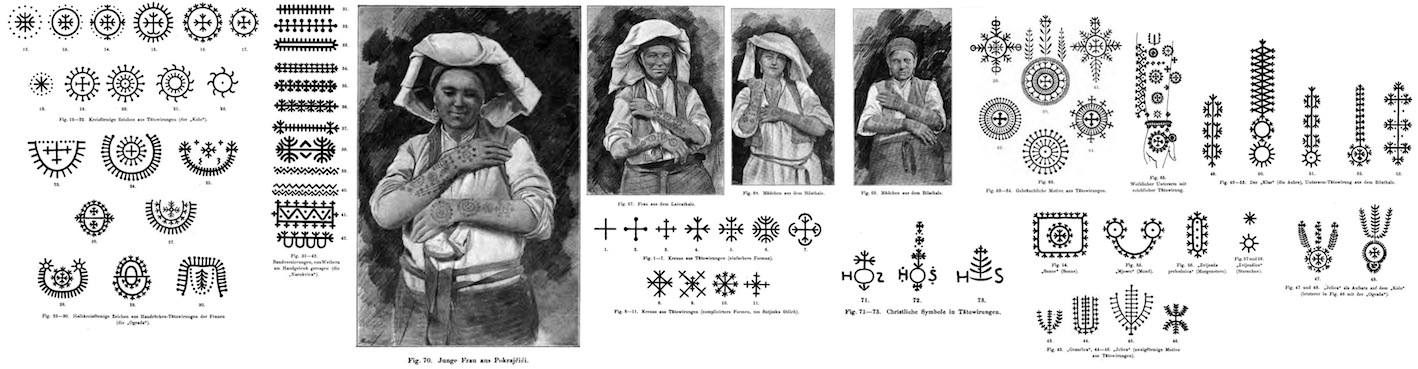
Традиційні татуювання

## Сучасність
Звичай татуювання молодих дівчат і хлопців зник після Другої світової війни з утворенням СФРЮ. Сьогодні татуювання, зроблені традиційним способом, можна побачити лише на літніх жінках. Проте в 21 ст. у Хорватії та Боснії і Герцеґовині зростає інтерес серед сучасних тату-майстрів, які використовують традиційні візерунки з використанням новітніх методів.

## У медіа
У 2013 році на хорватському телеканалі HRT 3 вийшов документальний фільм під назвою Sicanje, bocanje, tetoviranje. У 2011 році журнал Vice опублікував статтю під назвою "Культ татуйованої бабусі з Хорватії" про це явище. Також Vice Serbia випустив матеріал і короткометражний фільм Tetovirane bake («Татуйовані бабусі»), у якому вони брали інтерв’ю у боснійських хорватських жінок про їхні татуювання.